# 9 de março
9 de março é o 68.º dia do ano no calendário gregoriano (69.º em anos bissextos). Faltam 297 dias para acabar o ano.

## Eventos históricos

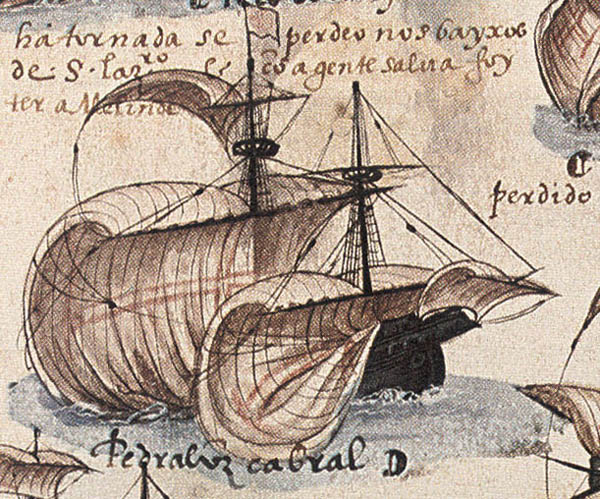
1500: A armada de Pedro Álvares Cabral zarpa de Lisboa

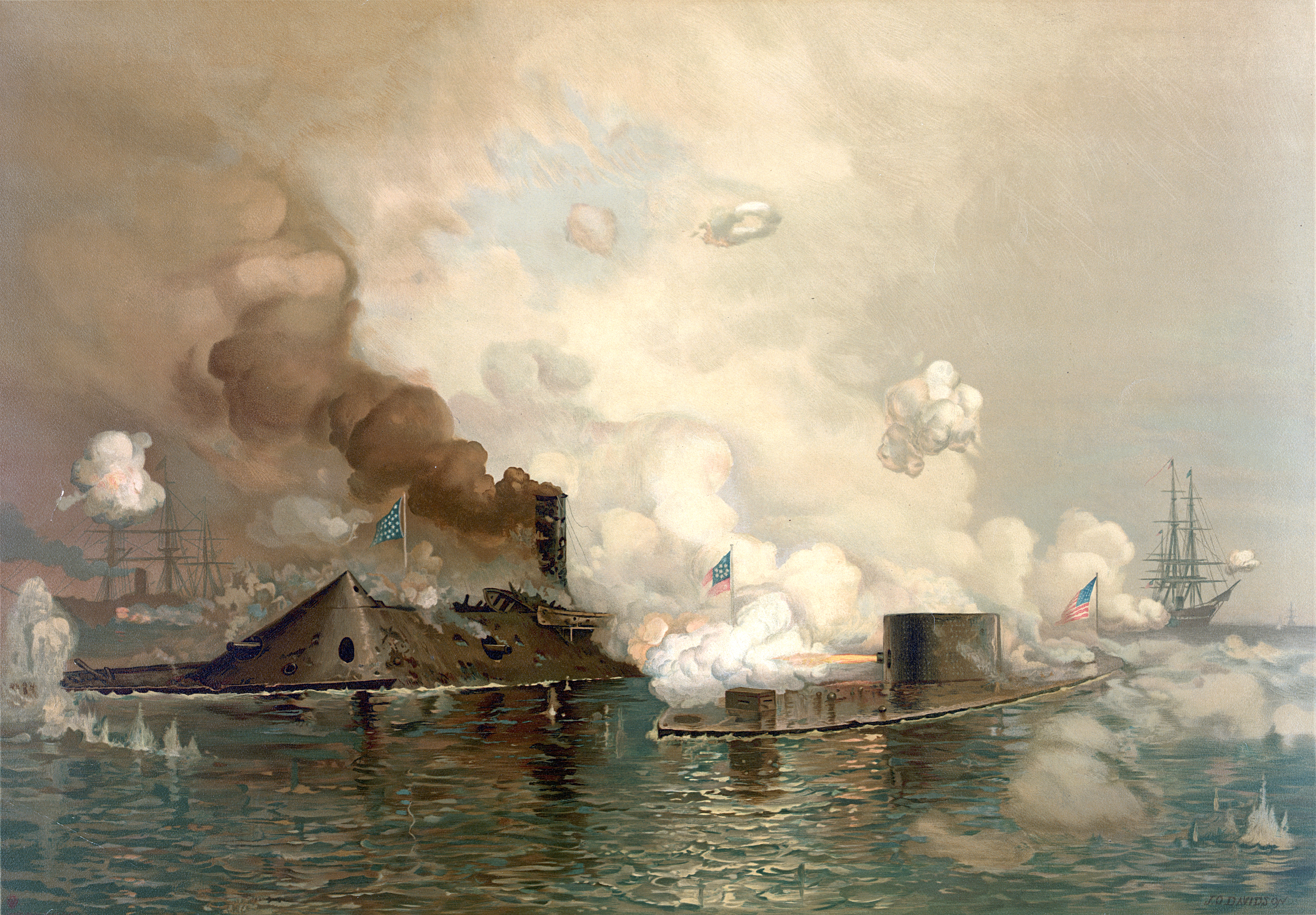
1862: Batalha entre os couraçados Monitor e Virginia

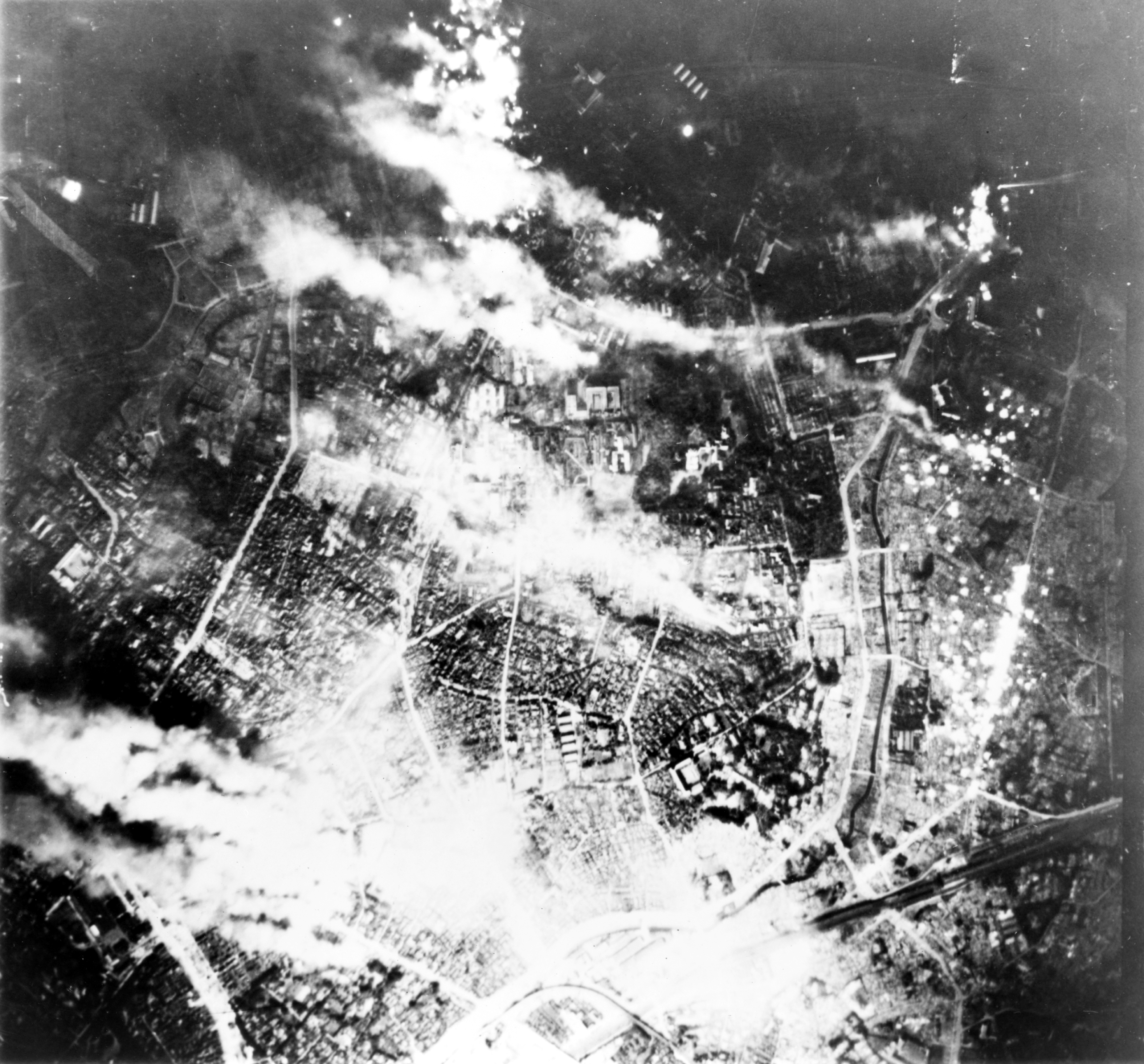
1945: Bombardeamento de Tóquio

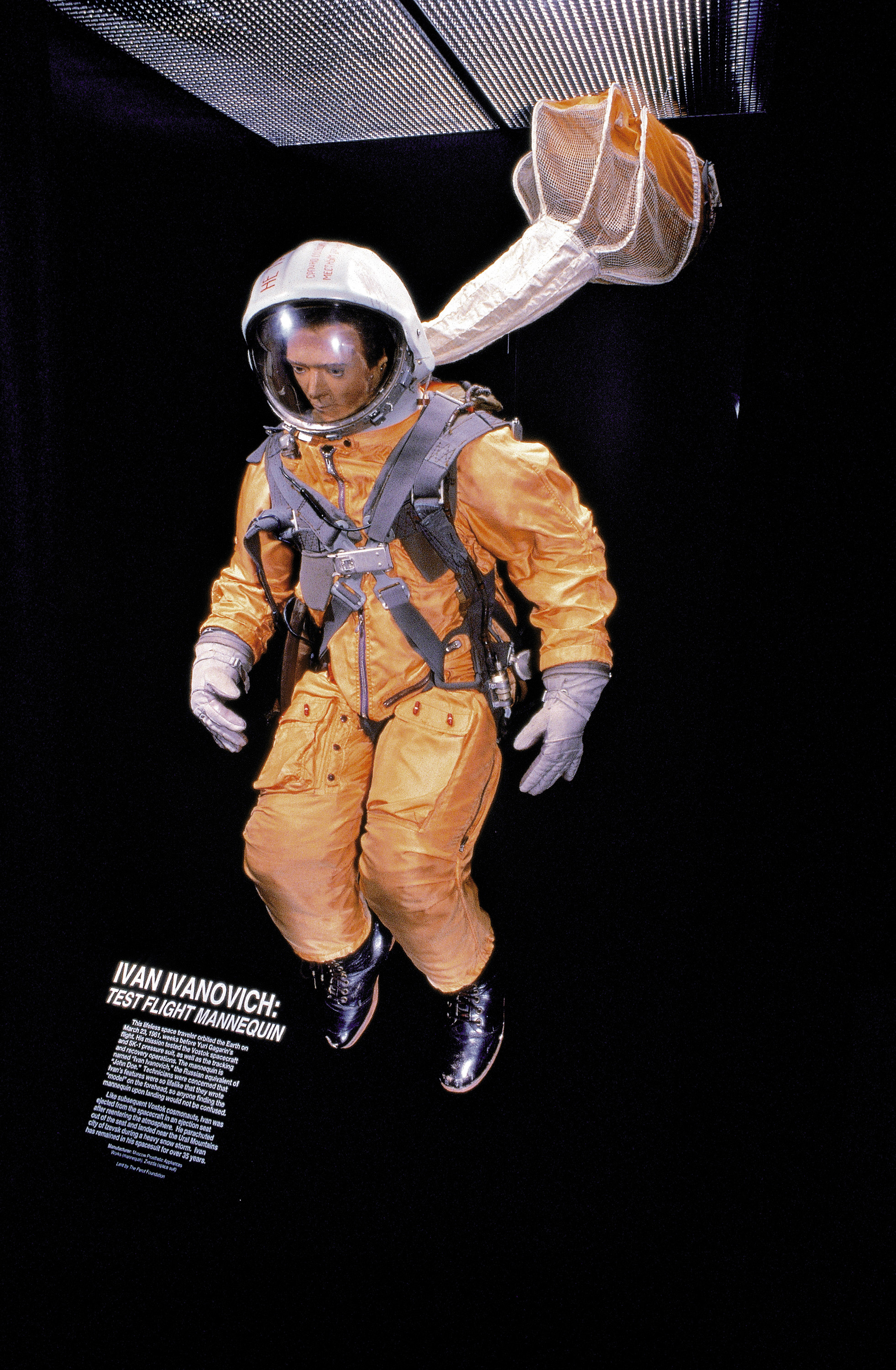
1961: Boneco humano Ivan Ivanovich

- 141 a.C. — Liu Che, postumamente conhecido como Imperador Wu de Han, assume o trono através da dinastia Han Ocidental da China.
- 1009 — Primeira menção conhecida da Lituânia, nos anais do mosteiro de Quedlimburgo.
- 1074 — O Papa Gregório VII declara que todos os padres católicos que fossem casados seriam excomungados.
- 1226 — O sultão corásmio Jalaladim Mingueburnu conquista a capital da Geórgia, Tiblíssi.
- 1230 — Czar búlgaro João Asen II derrota Teodoro do Epiro na Batalha de Klokotnitsa.
- 1276 — Augsburgo torna-se uma cidade imperial livre, ou seja uma cidade formalmente dirigida apenas pelo imperador - diferentemente da maioria das cidades do Sacro Império Romano-Germânico, que pertenciam a um território e assim eram regidas por um dos muitos príncipes (Fürsten) do Império - duques ou príncipes-bispos. Também tinham representação independente no Reichstag do Sacro Império.
- 1497 — Nicolau Copérnico registra sua primeira observação: um eclipse da estrela Aldebarã da Constelação de Touro.
- 1500 — A armada de Pedro Álvares Cabral zarpa de Lisboa rumo a Calecute, descobrindo a meio da viagem o Brasil. O território, que cabia a Portugal pelo Tratado de Tordesilhas, já havia sido visitado por outros dois europeus: os navegadores espanhóis Vicente Yáñez Pinzón e Diego de Lepe.
- 1513 — Giovanni di Lorenzo de Medici é eleito papa com o nome Leão X.
- 1704 — Guerra da Sucessão Espanhola: aclamado rei da Espanha em Viena, Carlos III, como se intitulava, desembarca em Lisboa e é recebido com fausto invulgar.
- 1765 — Depois de uma campanha pública feita pelo escritor Voltaire, os juízes em Paris declararam postumamente Jean Calas inocente do assassinato de seu filho.
- 1776 — Publicada A Riqueza das Nações pelo economista e filósofo britânico Adam Smith.
- 1793 — A França, que está passando por agitações e conflitos sociais internos, declara guerra a Espanha.
- 1796 — Casamento de Napoleão Bonaparte com a sua primeira mulher Josefina de Beauharnais.
- 1815 — Francis Ronalds descreve o primeiro relógio operado por bateria na Philosophical Magazine.[1]
- 1825 — Guerra da Independência do Brasil: O México reconhece a independência do Brasil.[2]
- 1839 — Assinado em Veracruz o tratado de paz entre a França e o México que põe fim à Guerra dos Pastéis.
- 1841 — A Suprema Corte dos EUA decide no caso Estados Unidos v. Amistad que os africanos cativos que assumiram o controle do navio que os transportava foram levados à escravidão ilegalmente.[3]
- 1842 — Estreia da terceira ópera de Giuseppe Verdi, Nabucco, em Milão.
- 1847 — Guerra Mexicano-Americana: o primeiro ataque anfíbio em grande escala na história dos Estados Unidos ocorre no Cerco de Veracruz.
- 1862 — Guerra Civil Americana: o USS Monitor e o CSS Virginia travam combate na Batalha de Hampton Roads, a primeira batalha entre navios encouraçados.
- 1896 — O primeiro-ministro Francesco Crispi renuncia após a derrota italiana na Batalha de Adwa.
- 1908 — O Inter de Milão foi fundado como Football Club Internazionale, após uma cisão do A.C. Milan.[4]
- 1916
  - Portugal na Primeira Guerra Mundial: com a atitude de apresamento de todos os navios germânicos na costa lusitana, Portugal declara oficialmente guerra em relação à Alemanha e aos seus aliados.
  - Revolução Mexicana: Pancho Villa ataca o povoado de Columbus, Novo México, Estados Unidos.
- 1924 — A Itália anexa Fiume.
- 1932 — O último imperador chinês, Pu Yi, deposto por um golpe militar datado de 1912, torna-se regente do Estado-fantoche da Manchúria, totalmente controlado pelo Japão.
- 1935 — Adolf Hitler anuncia a criação de uma nova força aérea.
- 1944 — Segunda Guerra Mundial: tropas japonesas contra-atacam as forças americanas na Colina 700, Bougainville, em uma batalha que duraria cinco dias.
- 1945 — Início da Operação Meetinghouse em Tóquio pelas Forças Aéreas do Exército dos Estados Unidos, um dos bombardeios mais destrutivos da história.
- 1954 — Macartismo: a Columbia Broadcasting System (CBS) transmite pela televisão o episódio See It Now, "Uma Denúncia sobre o Senador Joseph McCarthy", produzido por Edward R. Murrow.
- 1956 — As forças soviéticas reprimem manifestações em massa na RSS da Geórgia, reagindo à política de desestalinização de Nikita Khrushchev.[5]
- 1959 — A boneca Barbie faz sua estreia na American International Toy Fair em Nova York.[6]
- 1961 — Lançamento com sucesso da Sputnik 9, carregando um manequim apelidado de Ivan Ivanovich, e demonstrando que a União Soviética estava pronta para começar o voo espacial tripulado.
- 1974 — Sonda espacial soviética Marte 7 libera o módulo de descida muito cedo, não conseguindo chegar à atmosfera de Marte.
- 1976 — Quarenta e duas pessoas morrem no desastre do teleférico de Cavalese, o pior acidente de teleférico até hoje.
- 1987 — Chrysler anuncia a aquisição da American Motors Corporation.
- 1991 — Cerca de vinte mil pessoas vão às ruas no maior protesto desde então contra o presidente Slobodan Milošević em Belgrado. Duas pessoas são mortas e tanques são colocados nas ruas.
- 1997
  - Cometa Hale-Bopp: observadores na China, Mongólia e partes da Sibéria têm a rara oportunidade de ver um espetáculo duplo: um eclipse permite ver o Hale-Bopp durante o dia.
  - The Notorious B.I.G. é assassinado em Los Angeles após participar do Soul Train Music Awards. É morto a tiros ao sair de uma festa no Museu Automotivo Petersen. Seu assassinato permanece sem solução.
- 2011 — O ônibus espacial Discovery faz seu último pouso após 39 voos.
- 2015 — Dois helicópteros colidem perto de Villa Castelli, Argentina matando 10 pessoas.
- 2022 — O oposicionista Yoon Suk-yeol vence as eleições presidenciais na Coreia do Sul.[7]

## Nascimentos

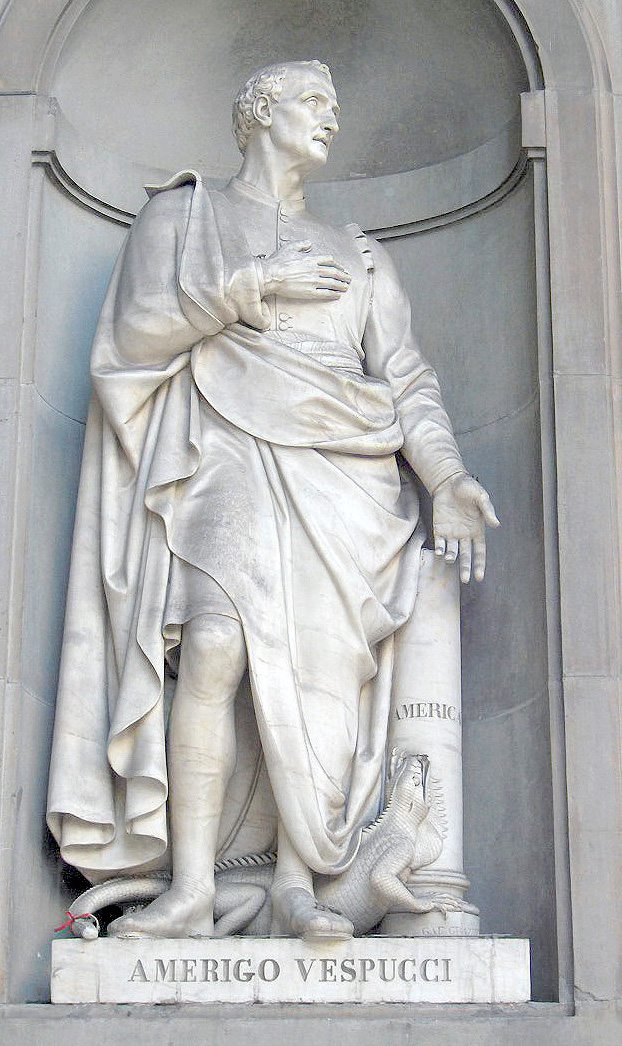
Américo Vespúcio

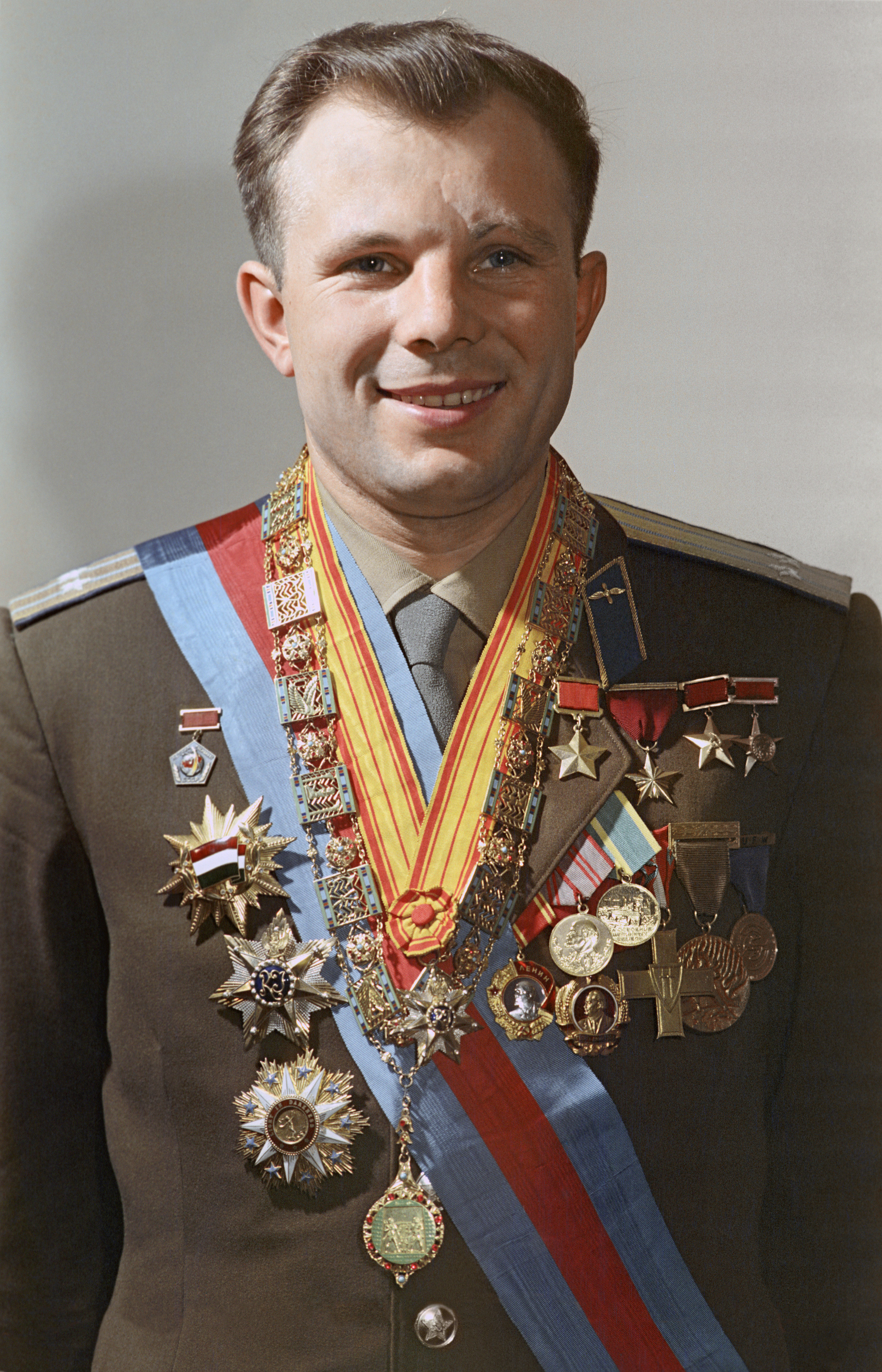
Iuri Gagarin

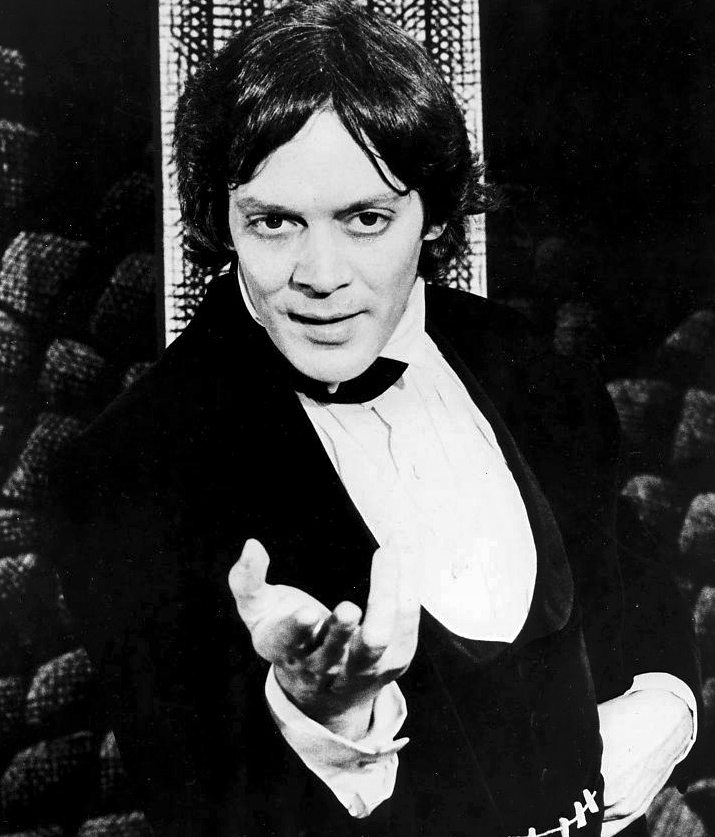
Raúl Juliá

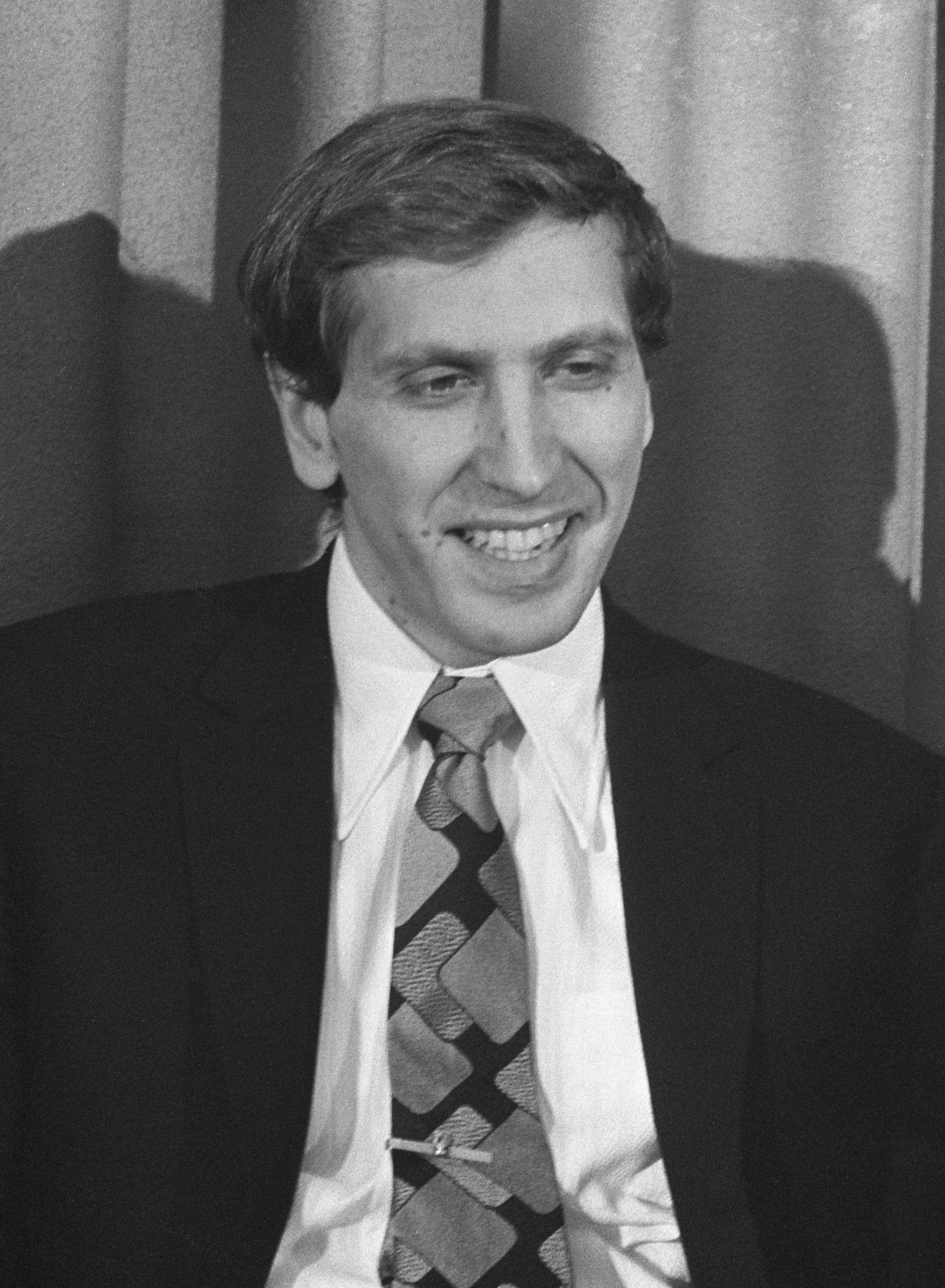
Bobby Fischer

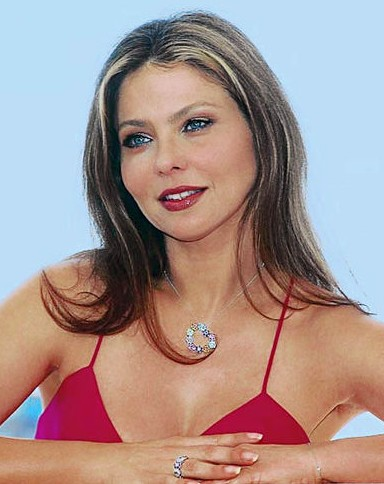
Ornella Muti

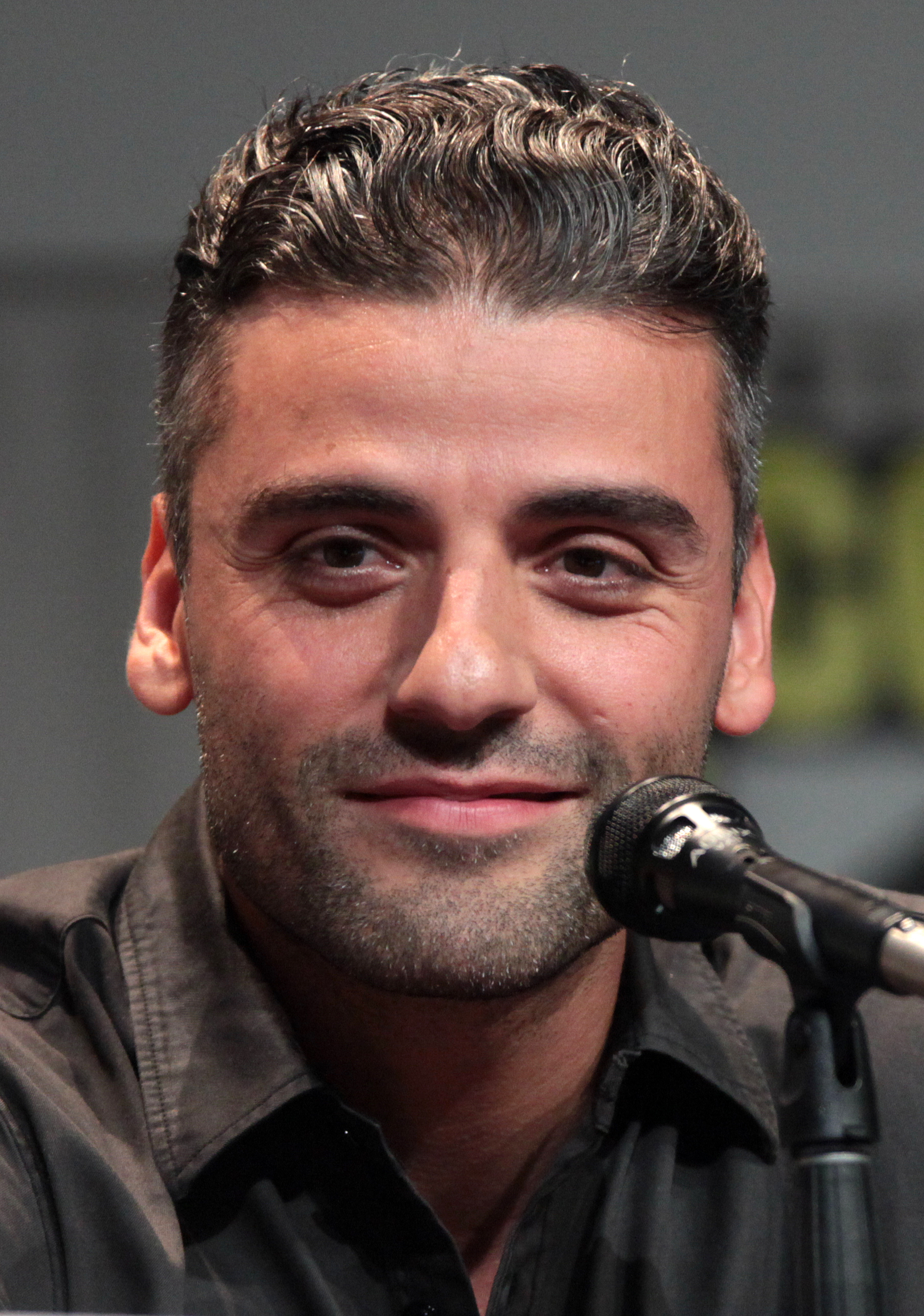
Oscar Isaac

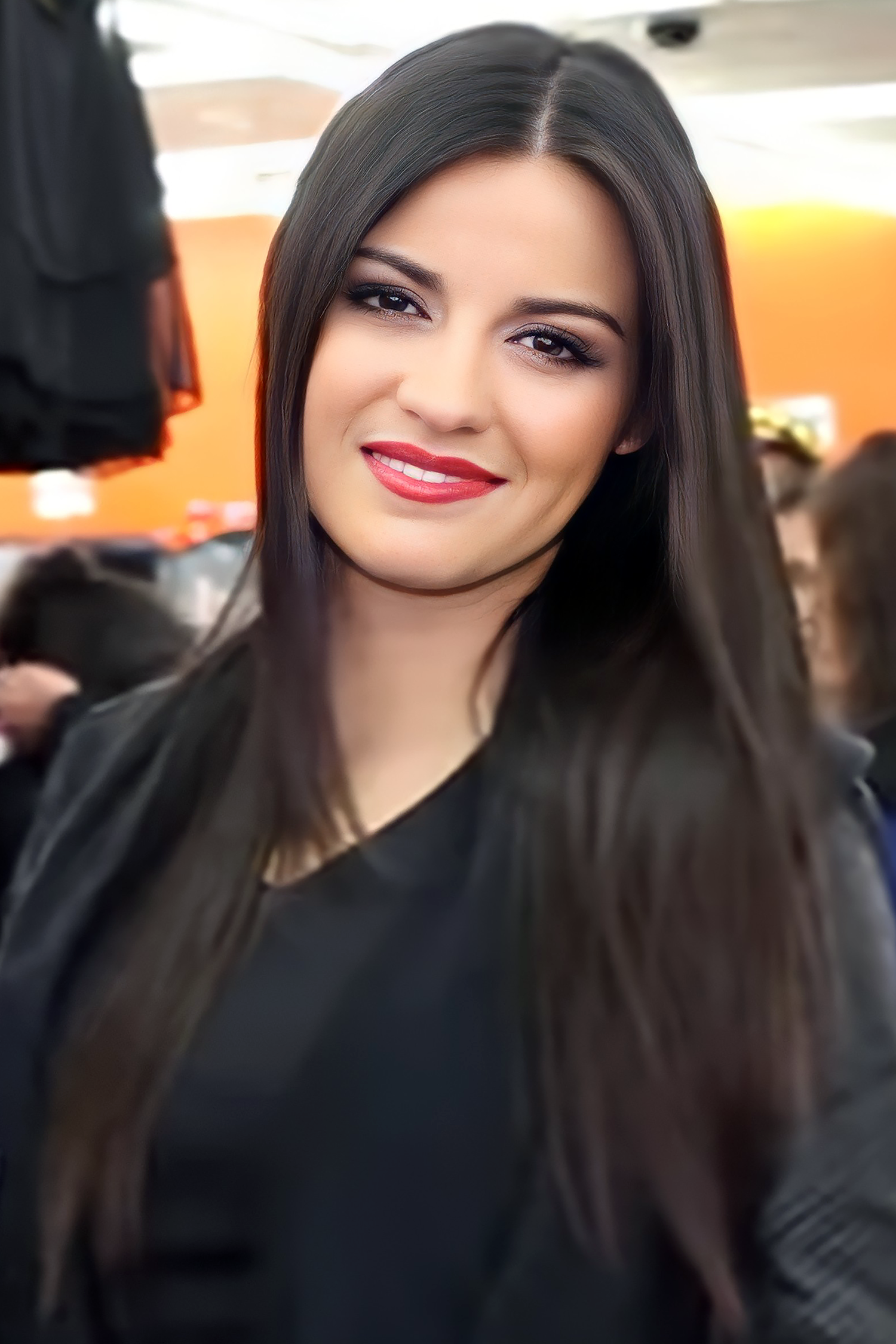
Maite Perroni

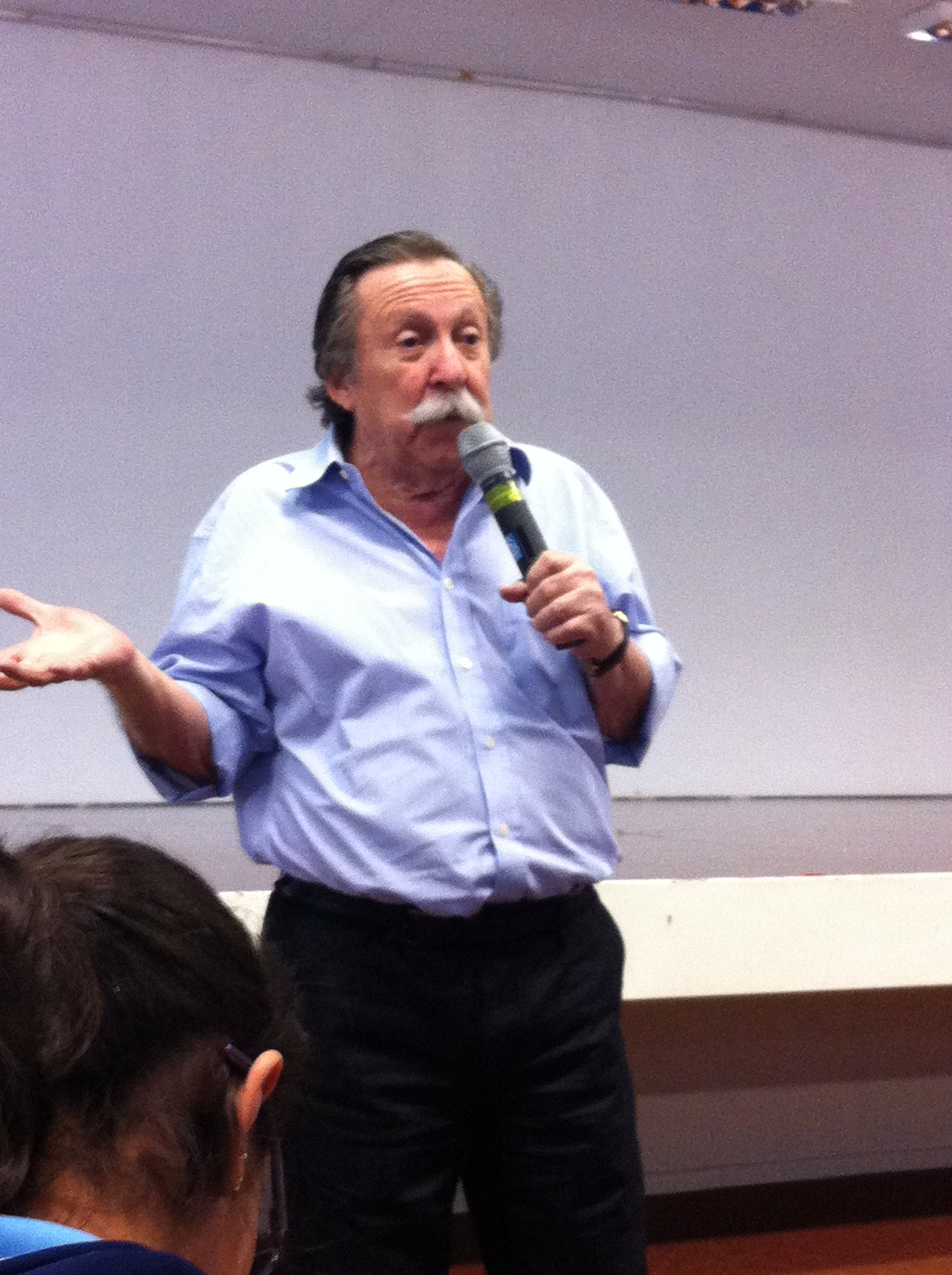
Pedro Bandeira

### Anteriores ao século XIX
- 1212 — Hugo IV, Duque da Borgonha, nobre francês (m. 1272).
- 1285 — Imperador Go-Nijō do Japão (m. 1318).
- 1454 — Américo Vespúcio, explorador e cartógrafo italiano (m. 1512).
- 1522 — Juan de Castellanos, poeta, cronista e religioso espanhol (m. 1607).
- 1564 — David Fabricius, teólogo, cartógrafo e astrônomo alemão (m. 1617).
- 1568 — Luís de Gonzaga, religioso e santo italiano (m. 1591).
- 1664 — Jacques Vanière, religioso e poeta francês (m. 1739).
- 1734 — Francisco Bayeu, pintor espanhol (m. 1795).
- 1737 — Josef Mysliveček, violinista e compositor tcheco (m. 1781).
- 1743 — Johann Kaspar Füssli, pintor e entomólogo suíço (m. 1786).
- 1749 — Honore Mirabeau, jornalista e político francês (m. 1791).
- 1753 — Jean Baptiste Kléber, general francês (m. 1800).
- 1758 — Franz Joseph Gall, neuroanatomista e fisiologista alemão (m. 1828).
- 1763 — William Cobbett, jornalista e escritor britânico (m. 1835).

### Século XIX
- 1806 — João Francisco de Oliveira Bastos, político e militar português (m. 1892).
- 1809 — Bettino Ricasoli, político italiano (m. 1880).
- 1814 — Taras Shevchenko, poeta e dramaturgo ucraniano (m. 1861).
- 1824 — Leland Stanford, empresário e político americano (m. 1893).
- 1833 — Francisco Martins Sarmento, arqueólogo português (m. 1899).
- 1845 — Wilhelm Pfeffer, botânico alemão (m. 1920).
- 1846 — Emil Warburg, físico alemão (m. 1931).
- 1850
  - Josias von Heeringen, militar alemão (m. 1926).
  - Bezerril Fontenele, militar e político brasileiro (m. 1926).
- 1854 — Francesco Matarazzo, empresário ítalo-brasileiro (m. 1937).
- 1859 — João Vaz, pintor português (m. 1931).
- 1862
  - José Bressane de Leite Perry, magistrado e político português (m. 1930).
  - Fernand Widal, médico e bacteriologista francês (m. 1929).
- 1863
  - Carl H. Eigenmann, ictiologista alemão (m. 1927).
  - Antônio Rafael Pinto Bandeira, pintor brasileiro (m. 1896).
- 1865 — João Simões Lopes Neto, escritor brasileiro (m. 1916).
- 1875 — Juan de Dios Martínez, político e advogado equatoriano (m. 1955).
- 1877 — Emil Abderhalden, bioquímico suíço (m. 1950).
- 1885 — Afonso Garcia Prado, político brasileiro (m. ?).
- 1886 — Werner Kempf, militar alemão (m. 1964).
- 1890 — Viatcheslav Molotov, político e diplomata russo (m. 1986).
- 1891 — José P. Laurel, advogado e político filipino (m. 1959).
- 1892
  - David Garnett, escritor e editor britânico (m. 1981).
  - Vita Sackville-West, escritora, poetisa e jardineira britânica (m. 1962).
- 1896 — Euvaldo Lodi, político brasileiro (m. 1956).
- 1900
  - Otto Maria Carpeaux, crítico literário brasileiro (m. 1978).
  - Tomislau II da Croácia (m. 1948).

### Século XX

#### 1901–1950
- 1901
  - Argemiro de Figueiredo, político brasileiro (m. 1982).
  - Joachim Hämmerling, botânico alemão (m. 1980).
- 1902 — Will Geer, ator estado-unidense (m. 1978).
- 1906 — Plácido Galindo, futebolista peruano (m. 1988).
- 1907 — Mircea Eliade, historiador de religiões e escritor romeno (m. 1986).
- 1910 — Samuel Barber, pianista e compositor estado-unidense (m. 1981).
- 1911
  - Clara Rockmore, violinista americana (m. 1998).
  - José Bezerra Gomes, escritor brasileiro (m. 1982).
  - Walter Tenório Cavalcanti, político brasileiro (m. ?).
- 1917 — Algirdas Julius Greimas, linguista lituano (m. 1992).
- 1918 — George Lincoln Rockwell, marinheiro e político americano (m. 1967).
- 1919 — Chantal Chaudé de Silans, enxadrista francesa (m. 2001).
- 1920 — Franjo Mihalić, corredor e treinador sérvio-croata (m. 2015).
- 1921
  - Carl Betz, ator americano (m. 1978).
  - Professor Hermógenes, filósofo, poeta, escritor e terapeuta brasileiro (m. 2015).
- 1922 — Ian Turbott, diplomata e administrador universitário neozelandês-australiano (m. 2016).
- 1923
  - Walter Kohn, físico e acadêmico austríaco-americano, ganhador do Prêmio Nobel (m. 2016).
  - André Courrèges, estilista francês (m. 2016).
- 1926
  - Canhoto da Paraíba, músico brasileiro (m. 2008).
  - Mahmoud Fayad, halterofilista egípcio (m. 2002).
- 1927
  - Hans-Ludwig Schilling, compositor alemão (m. 2012).
  - Julian Tudor Hart, médico britânico (m. 2018).
- 1928
  - Gerald Bull, engenheiro e acadêmico canadense-americano (m. 1990).
  - Keely Smith, cantora e atriz americana (m. 2017).
  - José Flávio Pécora, economista brasileiro.
- 1929
  - Desmond Hoyte, advogado e político guianense (m. 2002).
  - Zillur Rahman, político bengali (m. 2013).
- 1930
  - Ornette Coleman, saxofonista, violinista, trompetista e compositor estado-unidense (m. 2015).
  - Stephen Fumio Hamao, religioso japonês (m. 2007).
  - Taina Elg, atriz e dançarina finlandesa-americana.
- 1931
  - Horst Otto Domning, político brasileiro (m. 2007).
  - León Febres Cordero, político equatoriano (m. 2008).
  - Rogelio Domínguez, futebolista e treinador de futebol argentino (m. 2004).
- 1932
  - Qayyum Chowdhury, pintor e acadêmico bengali (m. 2014).
  - Walter Mercado, astrólogo e ator porto-riquenho-americano (m. 2019).
- 1933
  - Lloyd Price, cantor e compositor americano (m. 2021).
  - David Weatherall, médico, geneticista e acadêmico britânico (m. 2018).
  - Suzana Faini, atriz brasileira (m. 2022).
- 1934
  - Iuri Gagarin, coronel, aviador e astronauta russo (m. 1968).
  - Del Close, ator estado-unidense (m. 1999).
- 1935 — Andrew Viterbi, engenheiro e empresário americano.
- 1936 — José Luiz Clerot, advogado e político brasileiro (m. 2018).
- 1937
  - Bernard Landry, advogado e político canadense (m. 2018).
  - Azio Corghi, compositor de ópera italiano (m. 2022).
  - Brian Redman, ex-automobilista britânico.
- 1939
  - Carlos Eduardo Moreira Ferreira, empresário e político brasileiro (m. 2022).
  - Alexis Ponnet, ex-árbitro de futebol belga.
- 1940 — Raúl Juliá, ator porto-riquenho-americano (m. 1994).
- 1942
  - John Cale, músico, compositor, cantor, compositor e produtor musical britânico.
  - Pedro Bandeira, escritor brasileiro.
  - Lauro Junkes, historiador brasileiro (m. 2010).
- 1943
  - Bobby Fischer, jogador de xadrez e escritor estado-unidense (m. 2008).
  - Jef Raskin, cientista da computação estado-unidense (m. 2005).
  - Rhode Lee Michelson, patinadora artística estado-unidense (m. 1961).
- 1945
  - Dennis Rader, assassino em série americano.
  - Katja Ebstein, cantora alemã.
  - John Wojtowicz, criminoso estado-unidense (m. 2006).
- 1946 — Bernd Hölzenbein, futebolista alemão (m. 2024).
- 1947 — Emiliano Mondonico, futebolista e treinador de futebol italiano (m. 2018).
- 1948
  - Emma Bonino, política italiana.
  - Eric Fischl, pintor e escultor americano.
  - Jeffrey Osborne, cantor e baterista estado-unidense.
  - Daniela Chrapkiewicz, política polonesa.
- 1950
  - Michael Sullivan, cantor, compositor e produtor musical brasileiro.
  - Danny Sullivan, ex-automobilista estado-unidense.
  - Mark Merlis, escritor e consultor de seguros norte-americano.

#### 1951–2000
- 1952
  - Uļjana Semjonova, ex-atleta de basquetebol letã.
  - Amir Peretz, político israelense.
- 1953 — Lucinha Lins, atriz e cantora brasileira.
- 1954
  - Cacá Rosset, ator e diretor brasileiro.
  - Carlos Ghosn, executivo brasileiro-libanês-francês.
  - Kamel Chebli, ex-futebolista tunisiano.
- 1955
  - Teo Fabi, ex-automobilista italiano.
  - Fernando Bujones, bailarino estado-unidense (m. 2005).
  - Ornella Muti, atriz italiana.
- 1956
  - Sergejus Larinas, tenor russo (m. 2008).
  - Ronaldo Benedet, político brasileiro.
  - Juan Torales, ex-futebolista paraguaio.
  - Arturo Brizio Carter, ex-árbitro de futebol mexicano.
  - Alejandro Giammattei, médico e político guatemalteco.
- 1957
  - Roberto Accornero, ator italiano.
  - Mona Sahlin, política sueca.
  - Mark Mancina, músico estado-unidense.
- 1959
  - Carlos Vermelhinho, ex-futebolista português.
  - Takaaki Kajita, físico e acadêmico japonês, ganhador do Prêmio Nobel.
- 1960
  - Linda Fiorentino, atriz estado-unidense.
  - Thierry Vigneron, ex-atleta francês.
  - Elsa Cayat, psicanalista e jornalista francesa (m. 2015).
- 1961
  - Fernando Luís, actor português.
  - Rick Steiner, wrestler estado-unidense.
  - Darrell Walker, ex-jogador e treinador de basquete estado-unidense.
- 1962 — Richard Quest, jornalista britânico.
- 1963
  - Fernando Mendes, ator e humorista português.
  - Ivar Mountbatten, nobre britânico.
  - Jean-Marc Vallée, diretor e roteirista canadense (m. 2021).
- 1964
  - Juliette Binoche, atriz francesa.
  - Herbert Fandel, ex-árbitro de futebol alemão.
  - Valérie Lemercier, atriz e comediante francesa.
  - Paul Caligiuri, ex-futebolista e treinador de futebol estado-unidense.
- 1965 — Antonio Saca, político e jornalista salvadorenho.
- 1966
  - Pascal Vahirua, ex-futebolista taitiano.
  - Petr Barna, ex-patinador artístico tchecoslovaco.
- 1967 — Harry Geithner, ator colombiano.
- 1968
  - Youri Djorkaeff, ex-futebolista francês.
  - Jorge Larrionda, ex-árbitro de futebol uruguaio.
  - Pat Miletich, ex-lutador de artes marciais mistas estado-unidense.
- 1969
  - Mauricio Ramos, ex-futebolista boliviano.
  - Martin Frýdek, ex-futebolista tcheco.
  - Andrej Panadić, ex-futebolista croata.
  - Roy Lassiter, ex-futebolista estado-unidense.
- 1970
  - Naveen Jindal, empresário e político indiano.
  - Martin Johnson, jogador e treinador de rúgbi britânico.
  - Shannon Leto, fotógrafo, ator e músico estado-unidense.
  - Simon Monjack, roteirista e produtor cinematográfico britânico (m. 2010).
  - Sylvie Rocha, atriz portuguesa.
- 1971
  - Johan Edlund, cantor, guitarrista e tecladista sueco.
  - Diego Torres, cantor e compositor argentino.
- 1972
  - Kerr Smith, ator estado-unidense.
  - Anthony "AZ" Cruz, rapper estado-unidense.
- 1973
  - Luis Vera, ex-futebolista venezuelano.
  - Rogerio Prateat, ex-futebolista brasileiro.
  - Matteo Salvini, político italiano.
- 1974
  - Esala Masi, ex-futebolista fijiano.
  - Franz Calustro, ex-futebolista boliviano.
  - Jang Dae-il, ex-futebolista sul-coreano.
  - Nalbert Bitencourt, ex-voleibolista brasileiro.
  - Zucco, militar e político brasileiro.
- 1975
  - Juan Sebastián Verón, ex-futebolista e dirigente esportivo argentino.
  - Lisa Miskovsky, cantora sueca.
  - Pitarelli, ex-futebolista brasileiro.
  - Adonal Foyle, ex-atleta de basquetebol são-vicentino.
  - Roy Makaay, ex-futebolista neerlandês.
  - Marcel Glǎvan, ex-canoísta romeno.
- 1976
  - Wojciech Skupień, atleta polonês.
  - Francisco Mancebo, ciclista espanhol.
  - Mauricio Aros, ex-futebolista chileno.
  - Marcello Troisi, ex-futebolista brasileiro.
  - Yamila Díaz-Rahi, modelo argentina.
  - Nate Haden, ator estado-unidense.
  - Pål Strand, ex-futebolista norueguês.
  - Débora Vilalba, jornalista brasileira.
  - Anier García, atleta cubano.
- 1977 — Vincent Defrasne, ex-biatleta francês.
- 1978
  - Lucas Neill, ex-futebolista australiano.
  - Evandro Berlesi, cineasta brasileiro.
  - Simon Abadie, automobilista francês.
  - Gionatha Spinesi, ex-futebolista italiano.
  - Katherine Parkinson, atriz britânica
- 1979
  - Maks Kraczkowski, político polonês.
  - Melina Perez, wrestling estado-unidense.
  - Oscar Isaac, ator guatemalteco-americano.
- 1980
  - Chingy, rapper estado-unidense.
  - Hélder Rosário, ex-futebolista português.
  - Matt Barnes, atleta de basquetebol estado-unidense.
  - Matthew Gray Gubler, ator estado-unidense.
  - Volker Bruch, ator alemão.
- 1981
  - Tiago Marinho, jogador de futsal brasileiro.
  - Anders Nøhr, futebolista dinamarquês.
  - Nikky Blond, atriz húngara (m. 2023).
  - Markus Jonsson, ex-futebolista sueco.
- 1982
  - Ryan Bayley, ciclista australiano.
  - Ian Lake, futebolista são-cristovense.
  - Tobias Hysén, futebolista sueco.
  - Mirjana Lučić, tenista croata.
  - Érika Cristina de Souza, jogadora de basquete brasileira.
- 1983
  - Wayne Simien, jogador de basquete americano.
  - Maite Perroni, atriz e cantora mexicana.
  - Douglas Renato de Jesus, futebolista brasileiro.
  - Ioannis Masmanidis, ex-futebolista alemão.
  - Clint Dempsey, ex-futebolista estado-unidense.
  - Leonardo Santiago, ex-futebolista brasileiro.
  - Mykola Ischenko, ex-futebolista ucraniano.
  - Bobby Campo, ator estado-unidense.
- 1984
  - Kamel Fathi Ghilas, ex-futebolista argelino.
  - Julia Mancuso, ex-esquiadora estado-unidense.
  - Abdoulay Konko, ex-futebolista e treinador de futebol francês.
  - Larissa Costa, modelo brasileira.
  - Kenta Tokushige, futebolista japonês.
  - Guillaume Gillet, futebolista belga.
  - Gilmar Silva Santos, futebolista brasileiro.
- 1985
  - Larissa Carvalho, tenista brasileira.
  - Pastor Maldonado, ex-automobilista venezuelano.
  - Dominick Cruz, lutador estado-unidense de artes marciais mistas.
  - Georgie Welcome, futebolista hondurenho.
- 1986
  - Brittany Snow, atriz e produtora estado-unidense.
  - Hong Su-Jong, atleta norte-coreana.
  - Camilo, futebolista brasileiro.
  - Leonardo Moura, futebolista brasileiro.
  - Guy Haimov, futebolista israelense.
- 1987
  - Bow Wow, rapper e ator estado-unidense.
  - Pirmin Schwegler, ex-futebolista suíço.
- 1988
  - Fabio Onidi, automobilista italiano.
  - Lee, futebolista brasileiro.
- 1989
  - Hong Un-jong, ginasta norte-coreana.
  - Giannis Papadopoulos, futebolista grego.
  - Taeyeon, artista sul-coreana.
  - Camilo Vargas, futebolista colombiano.
- 1990
  - Daley Blind, futebolista neerlandês.
  - YG, rapper americano.
  - Lukáš Hejda, futebolista tcheco.
  - Lukáš Třešňák, futebolista tcheco.
  - Aras Özbiliz, ex-futebolista armênio.
  - Aretuza Lovi, cantora e drag queen brasileira.
- 1991 — Bruno Brígido, futebolista brasileiro.
- 1992
  - María Eugenia Suárez, atriz e cantora argentina.
  - João Pedro Galvão, futebolista brasileiro.
  - Federico Coria, tenista argentino.
- 1993
  - Suga, cantor, produtor musical e ator sul-coreano.
  - Zakaria Labyad, futebolista neerlandês.
  - Junya Ito, futebolista japonês.
  - Stefano Sturaro, futebolista italiano.
  - George Baldock, futebolista britânico-grego (m. 2024).
- 1994 — André Luis Silva de Aguiar, futebolista brasileiro.
- 1995
  - Ángel Correa, futebolista argentino.
  - Cierra Ramirez, atriz e cantora estado-unidense.
- 1996
  - Manoela Aliperti, atriz brasileira.
  - Zé Ricardo, futebolista brasileiro.
- 1997
  - Chika, rapper americana.
  - Jiratchapong Srisang, ator, cantor e modelo tailandês.
- 1998
  - João Lucas, futebolista brasileiro.
  - Tīna Graudiņa, jogadora de vôlei de praia letã.
- 1999 — Yago Mateus dos Santos, jogador de basquete brasileiro.
- 2000
  - Pedro Neto, futebolista português.
  - Khaby Lame, personalidade de mídia social senegalês-italiano.
  - Drew Kibler, nadador norte-americano.

### Século XXI
- 2001
  - Jeon So-mi, cantora e compositora canadense.
  - Jacob Abel, automobilista norte-americano.
- 2002
  - Zito Luvumbo, futebolista angolano.
  - Kristjan Asllani, futebolista albanês.
- 2003 — Sunisa Lee, ginasta norte-americana.

## Mortes

### Anteriores ao século XIX
- 0886 — Albuxar de Bactro, astrônomo e matemático persa (n. 787).
- 1098 — Teodoro de Edessa (n. ?).
- 1202 — Sverre da Noruega (n. c. 1145/51).
- 1302 — Ricardo Fitzalan, 1.º Conde de Arundel (n. 1267).
- 1440 — Francisca Romana, freira e santa italiana (n. 1384).
- 1444 — Leonardo Bruni, humanista e historiador italiano (n. 1369).
- 1463 — Catarina de Bolonha, freira e santa italiana (n. 1413).
- 1588 — Pomponio Amalteo, pintor italiano (n. 1505).
- 1589 — Frances Sidney, Condessa de Sussex (n. 1531).
- 1649 — James Hamilton, político escocês (n. 1606).
- 1661 — Jules Mazarin, cardeal, acadêmico e político ítalo-francês (n. 1602).
- 1723 — Martinho de Mascarenhas, nobre português (n. ?).
- 1730 — Frances Talbot, Condessa de Tyrconnel (n. 1647).

### Século XIX
- 1801 — Johann Christian Gottlieb Ackermann, médico alemão (n. 1756).
- 1810 — Ozias Humphrey, pintor e acadêmico britânico (n. 1742).
- 1825 — Anna Laetitia Barbauld, poetisa, escritora e crítica britânica (n. 1743).
- 1831 — Friedrich Maximilian Klinger, escritor e dramaturgo alemão (n. 1752).
- 1836 — Gervásio Pires Ferreira, político brasileiro (n. 1765).
- 1847 — Mary Anning, paleontóloga britânica (n. 1799).
- 1851 — Hans Christian Ørsted, físico e químico dinamarquês (n. 1777).
- 1852 — João Maria da Gama Freitas Berquó, militar e político brasileiro (n. 1794).
- 1862 — Joaquim Inácio de Macedo Campos, militar e político brasileiro (n. 1786).
- 1867 — Gustavo Adolfo de Aguilar Pantoja, político brasileiro (n. 1798).
- 1882 — Giovanni Lanza, político italiano (n. 1810).
- 1883 — Arnold Toynbee, economista britânico (n. 1852).
- 1886 — Francisco Xavier Lopes de Araújo, militar brasileiro (n. 1828).
- 1887 — Francisco Leitão de Almeida, político brasileiro (n. 1821).
- 1888 — Guilherme I da Alemanha (n. 1797).
- 1891 — José Silvestre Ribeiro, político e historiógrafo português (n. 1807).
- 1892
  - Ângelo de Quadros Bitencourt, político brasileiro (n. 1831).
  - Sereno Watson, botânico estado-unidense (n. 1826).
- 1895 — Leopold von Sacher-Masoch, jornalista e escritor austríaco (n. 1836).
- 1897 — Sondre Norheim, esquiador norueguês-americano (n. 1825).

### Século XX
- 1908 — Henry Clifton Sorby, geólogo britânico (n. 1826).
- 1910 — Fredrik von Otter, político sueco (n. 1833).
- 1912 — Júlio Henrique de Melo e Alvim, diplomata e político brasileiro (n. ?).
- 1917 — Octavius Pickard-Cambridge, zoólogo e pastor britânico (n. 1828).
- 1918 — Frank Wedekind, escritor e dramaturgo alemão (n. 1864).
- 1926 — Mikao Usui, líder espiritual japonês (n. 1865).
- 1938 — Ramiz Galvão, médico, filólogo, biógrafo e orador brasileiro (n. 1846).
- 1943 — Otto Freundlich, pintor e escultor alemão (n. 1878).
- 1945 — Alvim Schrader, político brasileiro (n. 1869).
- 1947 — Cirilo de Paula Freitas, religioso brasileiro (n. 1860).
- 1952 — Alexandra Kollontai, líder revolucionária e feminista russa (n. 1872).
- 1954 — Vagn Walfrid Ekman, oceanógrafo e acadêmico sueco (n. 1874).
- 1964 — Paul von Lettow-Vorbeck, general alemão (n. 1870).
- 1970 — Matias de Lima, poeta português (n. 1885).
- 1971 — Cirilo VI de Alexandria (n. 1902).
- 1974 — Earl Sutherland, farmacologista e bioquímico americano, ganhador do Prêmio Nobel (n. 1915).
- 1980 — Heinz Linge, militar alemão (n. 1913).
- 1981 — Max Delbrück, biólogo alemão  (n. 1906).
- 1983 — Ulf von Euler, fisiologista e farmacologista sueco, ganhador do Prêmio Nobel (n. 1905).
- 1984 — Yvonne do Amaral Pereira, escritora e médium brasileira  (n. 1900).
- 1988
  - José de Medeiros Delgado, sacerdote católico brasileiro (n. 1905).
  - Kurt Georg Kiesinger, advogado e político alemão (n. 1904).
- 1989 — Robert Mapplethorpe, fotógrafo estado-unidense (n. 1946).
- 1991 — Ely do Amparo, futebolista e treinador brasileiro (n. 1921).
- 1992 — Menachem Begin, militar e político bielorrusso-israelense, ganhador do Prêmio Nobel (n. 1913).
- 1993
  - Cyril Northcote Parkinson, historiador e escritor britânico (n. 1909).
  - Max August Zorn, matemático alemão (n. 1906).
- 1994
  - Charles Bukowski, poeta, romancista e contista estado-unidense (n. 1920).
  - Fernando Rey, ator espanhol (n. 1917).
- 1996 — George Burns, ator e cantor estado-unidense (n. 1896).
- 1997
  - The Notorious B.I.G., rapper, compositor e ator estado-unidense (n. 1972).
  - Jean-Dominique Bauby, jornalista e escritor francês (n. 1952).
- 2000 — Ivo Robić, cantor e compositor croata (n. 1923).

### Século XXI
- 2001
  - Antenógenes Silva, acordeonista e compositor brasileiro (n. 1906).
  - Poldek Pfefferberg, sobrevivente do holocausto polonês (n. 1913).
- 2003
  - Stan Brakhage, diretor e cinematógrafo americano (n. 1933).
  - Bernard Dowiyogo, político nauruano (n. 1946).
- 2004
  - Décio Freitas, historiador e jornalista brasileiro (n. 1922).
  - Albert Mol, autor e ator neerlandês (n. 1917).
- 2006
  - Anna Moffo, cantora lírica estado-unidense (n. 1932).
  - John Profumo, militar e político britânico (n. 1915).
- 2007
  - Brad Delp, músico estado-unidense (n. 1951).
  - Gerardo Melo Mourão, jornalista e escritor brasileiro (n. 1917).
  - Juan Carlos Portantiero, sociólogo e escritor argentino (n. 1934).
- 2008 — Adolfo de Oliveira Franco, político brasileiro (n. 1915).
- 2010
  - Bartholomew Opoku, futebolista ganês (n. 1990).
  - Henry Wittenberg, lutador estado-unidense (n. 1918).
  - Teresa Gutiérrez, atriz colombiana (n. 1928).
- 2011 — David S. Broder, jornalista e acadêmico americano (n. 1929).
- 2013 — Rosita Thomaz Lopes, atriz brasileira (n. 1920).
- 2015
  - Camille Muffat, nadadora francesa (n. 1989).
  - Alexis Vastine, pugilista francês (n. 1986).
- 2016 — Clyde Lovellette, jogador e treinador de basquete americano (n. 1929).
- 2016 — Naná Vasconcelos, percussionista brasileiro (n. 1944).
- 2017 — Howard Hodgkin, pintor britânico (n. 1932).
- 2020 — John Alexius Bathersby, bispo católico australiano (n. 1936).
- 2021
  - James Levine, maestro e pianista americano (n. 1943).
  - Léo Rosa, ator brasileiro (n. 1983).
- 2023 — Topol, ator Israelita (n. 1935).
- 2023 — Azagaia, cantor de hip-hop moçambicano (n. 1984).

## Feriados e eventos cíclicos
- Dia Internacional do DJ

### Internacional
- Dia Nacional de Combate ao Fumo - Reino Unido

### Brasil
- Aniversário do município de Cachoeira Paulista, estado de São Paulo.
- Aniversário do município de Joinville, estado de Santa Catarina.
- Aniversário do município de São José do Egito, estado de Pernambuco.

### Cristianismo
- Catarina de Bolonha
- Cirilo VI de Alexandria
- Francisca Romana
- Gregório de Níssa
- Paciano de Barcelona

## Outros calendários
- No calendário gregoriano, a epacta do dia é xxii.
- No calendário judaico, Purim nos seguintes anos (ao longo do século XXI): 2001, 2031 e 2077.
- No calendário litúrgico, tem a letra dominical E para o dia da semana.
- No calendário romano, era o 7.º dia (VII) antes dos idos de março.